# Castegnato
Castegnato (lombardul: Castegnàt) település Olaszországban, Lombardia régióban, Brescia megyében. Lakosainak száma 8341 fő (2023. január 1.). Castegnato Gussago, Ospitaletto, Paderno Franciacorta, Passirano, Rodengo-Saiano, Roncadelle és Travagliato községekkel határos.

## Népesség
A település lakossága az elmúlt években az alábbi módon változott:
| Lakosok száma | 8361 | 8449 | 8341 |
|               | 2017 | 2018 | 2023 |